# Глушение радио
Глушение радио или радиоглушение — преднамеренное блокирование или создание помех беспроводной связи, которое осуществляется в том числе с использованием глушилок (шумотронов). В некоторых случаях глушилки работают путём передачи радиосигналов, которые нарушают связь за счёт уменьшения отношения сигнал/шум.
Радиоглушение можно использовать в беспроводных сетях передачи данных для нарушения потока информации. Это форма цензуры, распространённая в тоталитарных странах, направленная на предотвращение вещания неподконтрольных режиму радиостанций, преимущественно иностранных.
Помехи при радиоглушении обычно отличают от помех, которые могут возникнуть из-за неисправности устройства или других случайных обстоятельств. Устройства, которые просто создают помехи, регулируются по-другому. Непреднамеренные «глушения» возникают, когда оператор ведёт передачу на занятой частоте, не проверив предварительно, используется ли она, или не имея возможности услышать станции, использующие эту частоту. Другая форма непреднамеренных помех возникает, когда оборудование случайно излучает сигнал, например, система кабельного телевидения, которая случайно излучает сигнал на аварийной частоте самолета.

## Различие между «глушением» и «помехами»
Первоначально эти термины использовались как взаимозаменяемые, но в настоящее время большинство радиопользователей используют термин «глушение» (jamming) для описания преднамеренного использования радиошума или сигналов в попытке нарушить связь (или предотвратить прослушивание передач), тогда как термин «помехи» (interference) используется для описания непреднамеренных форм нарушения связи (которые встречаются гораздо чаще). Однако это различие до сих пор не применяется повсеместно. Информацию о непреднамеренных сбоях см. в статье «Электромагнитная совместимость».

## Метод
Преднамеренное подавление связи обычно направлено на радиосигналы с целью нарушения управления боем или передачу информации. Передатчик, настроенный на ту же частоту, что и приёмное оборудование противника, и с тем же типом модуляции, может при достаточной мощности подавлять любой сигнал на приёмнике. Цифровое беспроводное подавление таких сигналов, как Bluetooth и Wi-Fi, возможно при очень малой мощности.
Наиболее распространёнными типами этой формы глушения сигнала являются случайный шум, случайный импульс, ступенчатые тоны, модулированный CW со случайной клавишей, тональный, вращательный, импульсный, искровой, записанные звуки и сквозной сигнал. Их можно разделить на две группы: очевидные и тонкие.
Явные помехи легко обнаружить, поскольку их можно услышать на приёмном оборудовании. Обычно это какой-то тип шума, например, ступенчатые звуки, произвольный код, импульсы, музыка (часто искажённая), беспорядочные трели, сильно искажённая речь, случайный шум (шипение) и записанные звуки. Могут использоваться различные комбинации этих методов, часто сопровождаемые обычными идентификационными сигналами Морзе, позволяющими идентифицировать отдельные передатчики и оценивать их эффективность. Например, Китай, который широко использовал и использует радиоглушение, проигрывает традиционную китайскую музыку во время глушения каналов номерных станций).
Целью этого типа глушения является блокирование приёма передаваемых сигналов и создание неудобств принимающему оператору. Одна из первых советских попыток глушить западные радиовещательные компании использовала шум дизельного генератора, который питал передатчик глушителей.
Тонкие глушения — это глушение, при котором на приёмном оборудовании не слышно звука. Радио не принимает входящие сигналы; однако оператору на первый взгляд всё кажется нормальным. Зачастую это технические атаки на современное оборудование, такие как «шумоподавление». Благодаря эффекту захвата FM, радиопередачи с частотной модуляцией могут быть незаметно заглушены простой немодулированной несущей. Приёмник фиксируется на сигнале большей несущей и, следовательно, игнорирует FM-сигнал, несущий информацию.
Цифровые сигналы используют сложные методы модуляции, такие как QPSK. Эти сигналы очень устойчивы в присутствии мешающих сигналов. Но сигнал зависит от рукопожатия между передатчиком и приёмником для идентификации и определения настроек безопасности и метода передачи высокого уровня. Если устройство помех отправляет пакеты данных инициирования, приёмник запустит свой конечный автомат для установления двусторонней передачи данных. Глушитель вернётся к началу вместо завершения установления связи. Этот метод загоняет получателя в бесконечный цикл, в котором он пытается инициировать соединение, но никогда не завершает его, что эффективно блокирует всю легитимную связь.
Bluetooth и другие протоколы потребительской радиосвязи, такие как Wi-Fi, имеют встроенные детекторы, поэтому они передают данные только тогда, когда канал свободен. Простая непрерывная передача по данному каналу будет постоянно останавливать передачу передатчика, тем самым лишая приёмник возможности слышать от предполагаемого передатчика. Другие глушители работают, анализируя заголовки пакетов и, в зависимости от источника или пункта назначения, выборочно передавая конец сообщения, повреждая пакет.

### Виды глушилок
Глушилки бывают следующих видов:
- Портативные глушилки представляют собой маломощные устройства размером с телефон. Они могут без преград блокировать доставку данных на расстоянии до 15 метров.
- Стационарные глушилки более дорогие и мощные. Они обычно имеют больший радиус помех и более широкую полосу частот. Сильные глушилки могут потребовать дополнительного охлаждения, поскольку могут перегреться. Стационарные глушилки обычно имеют радиус действия 100 метров (до 500 метров) и требуют питания 230 В.
- Самодельные глушилки представляют собой маломощные устройства, работающие на малых дистанциях. Однако их покрытие можно расширить с помощью широкополосных усилителей.

## История
Во время Второй мировой войны наземные радисты пытались ввести пилотов противника в заблуждение ложными инструкциями на их родном языке, что было скорее спуфингом, чем глушением. Одним из видов радиоглушения было подавление радаров, используемых для наведения ракет или самолётов противника. Современные методы безопасной связи используют такие методы, как модуляция с расширенным спектром, чтобы противостоять пагубному воздействию помех.
Глушение иностранных радиостанций часто использовалось в военное время (и в периоды напряженных международных отношений, особенно во время «Холодной войны»), чтобы помешать или удержать граждан от прослушивания передач из вражеских стран. Однако эффективность таких помех обычно ограничена, поскольку затронутые станции обычно меняют частоты, включают дополнительные частоты и/или увеличивают мощность передачи.
Радиоглушение также использовались правительствами Германии (во время Второй мировой войны), Израиля, Кубы, Ирака, Ирана (во время ирано-иракской войны), Китая, Северной и Южной Кореи и некоторых стран Латинской Америки, а также Ирландией против пиратских радиостанций. Правительство Великобритании использовало два скоординированных, отдельно расположенных передатчика, чтобы подавить вещание оффшорной радиостанции Radio North Sea International у берегов Великобритании в 1970 году.

### Вторая мировая война
В оккупированной Европе нацисты пытались заглушить вещание на континент BBC и других союзных станций. Для противодействия таким попыткам союзники наряду с увеличением мощности передатчика и добавлением дополнительных частот разбрасывали листовки над оккупированными городами, в которых слушателям предлагалось построить направленную рамочную антенну, которая позволила бы им слушать станции сквозь помехи. В Нидерландах такие антенны прозвали moffenzeef (в переводе с нидерл. — «сито для капусты»).
Во время советско-финской войны-продолжения» 1941—1944 годов, обнаружив, что мины, которые отступающие советские войска разбросали по всему городу Выборгу, срабатывали по радио, а не по таймеру или давлению, финские войска без каких-либо пауз проигрывали запись Вестеринена «Полька Сяккиярви» с 4 сентября 1941 и по 2 февраля 1942 года, поскольку им, чтобы разминировать город, нужно было помешать активировать мины с помощью правильной радиоволны. Мины были настроены так, чтобы их можно было активировать на трех разных частотах. Финны парировали это, играя Польку Сяккиярви на всех частотах
Во время Битвы лучей (1939—1941) Великобритания глушила навигационные сигналы, используемые Люфтваффе.

### Холодная война

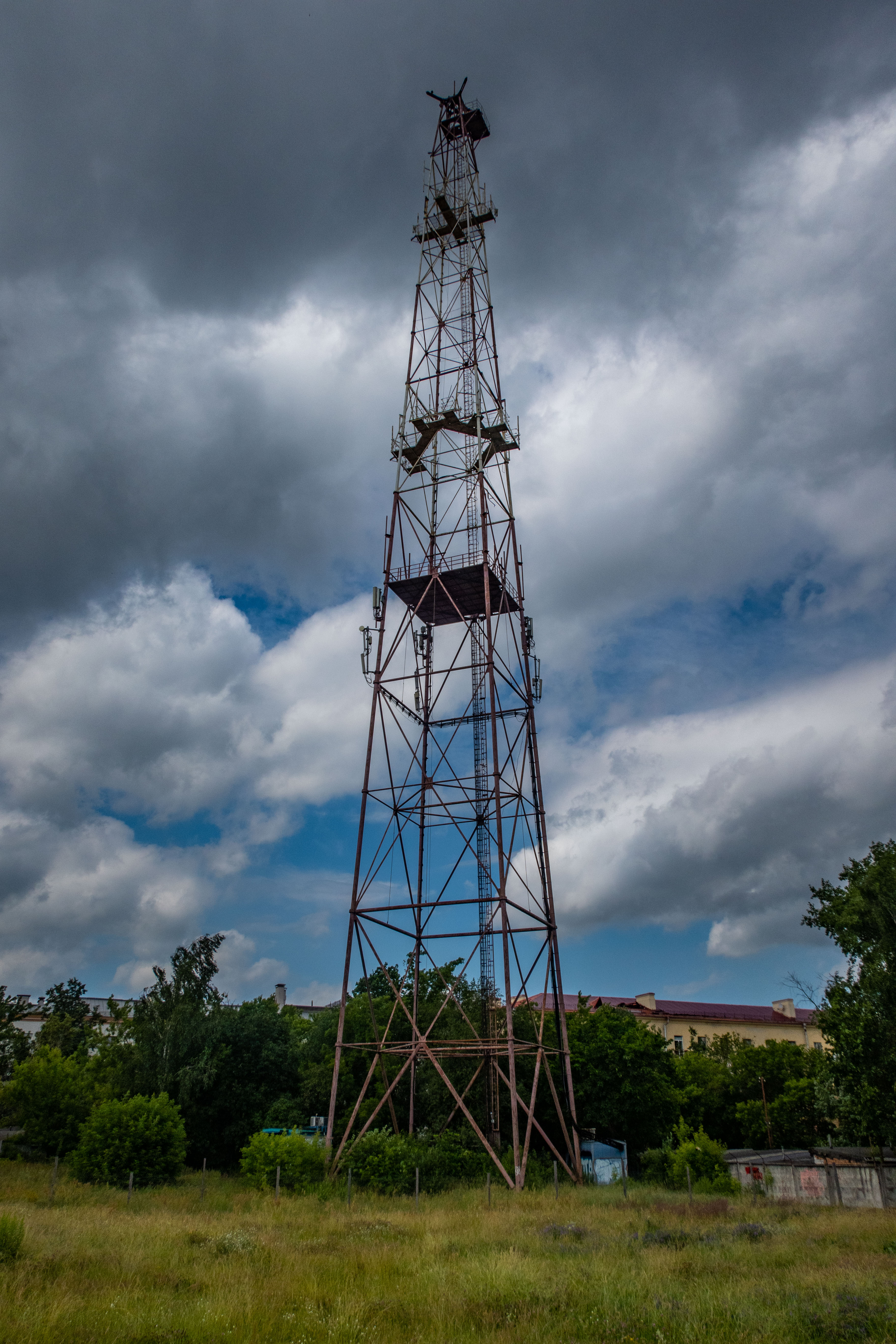
Советская радиовышка-глушилка в Минске.

С тех пор, как в 1948 году Советский Союз начал глушить западное радиовещание на свою территорию, основными целями были службы внешнего вещания BBC, «Голос Америки» (VOA) и особенно Радио «Свобода». В то время как в западных странах считали что глушение радиопередач нарушает свободу информации, советская точка зрения заключалась в том, что в соответствии с международным правом принцип национального суверенитета даёт право на глушение зарубежного радиовещания.
На протяжении большей части Холодной войны глушение некоторых западных вещательных компаний Советским Союзом и Восточным блоком привело к «гонке за власть», в которой обе стороны неоднократно увеличивали мощность, использовали остронаправленные антенны и добавляли дополнительные частоты (известные как «заградительный огонь» или вещание с «частотным разнесением») на и без того сильно перегруженные коротковолновые диапазоны до такой степени, что многие вещательные компании, не подвергавшиеся непосредственному воздействию глушителей (включая просоветские станции), пострадали от растущего уровня шума и помех.
Были также периоды, когда Китай и Советский Союз глушили программы друг друга. Советский Союз также время от времени блокировал албанские программы.
Некоторые части мира пострадали от этой практики вещания больше, чем другие.
- Евразия (наиболее пострадавшая, включая средневолновые частоты, особенно 720 кГц, используемые РДВ)
- Северная Азия, Америка и страны Африки к югу от Сахары (частично затронуты)
- Австралазия, Южная Америка (поражается редко)

Тем временем некоторые слушатели в Советском Союзе и Восточном блоке разрабатывали разнообразные методы (например, самодельные направленные рамочные антенны), чтобы слушать западные станции сквозь шум. Поскольку распространение радиосигнала на коротких волнах трудно надёжно предсказать, слушатели иногда обнаруживали, что были дни/время, когда глушение было особенно неэффективным, поскольку замирание радиосигнала (из-за атмосферных условий) влияло на помехи, но благоприятствовало радиовещанию (явление, которое иногда называют «сумеречный иммунитет»). В другие дни, конечно, было наоборот. Были также случаи, когда передатчики помех (временно) отключались из-за поломок или технического обслуживания. Советский Союз и большинство его союзников по Восточному блоку использовали два типа передатчиков помех. Подавление ионосферных волн охватывало большую территорию, но по описанным причинам имело ограниченную эффективность. Подавление наземных волн было более эффективным, но только на небольшой территории и поэтому использовалось только в крупных городах или вблизи них. Оба типа помех были менее эффективны на более высоких коротковолновых частотах (выше 15 МГц); однако многие радиоприёмники, продаваемые на внутреннем рынке Советского Союза, не настраивали эти более высокие диапазоны. Постановка помех ионосферных волн обычно сопровождалась сигналами Морзе, которые обеспечивали закодированную идентификацию станций помех, чтобы советские посты наблюдения могли оценить эффективность каждой станции.
В 1987 году, после десятилетий полного отказа признать, что такое глушение вообще имело место, Советский Союз наконец прекратил глушить западные передачи, за исключением Радио «Свобода», которое продолжали глушить в течение нескольких месяцев. Страны Восточного блока воздерживались от глушения западных передач, но это сильно различалось в зависимости от времени и страны. В целом за пределами самого Советского Союза Болгария была одним из самых активных операторов глушения радиовещания в Восточном блоке, меньше всего — в Восточной Германии и Югославии.
Хотя западные правительства время от времени рассматривали возможность глушения передач станций Восточного блока, в целом это рассматривалось как бессмысленное занятие. Владение коротковолновыми радиостанциями было менее распространено в западных странах, чем в Советском Союзе, где из-за огромных размеров страны многие отечественные станции ретранслировались на коротких волнах, поскольку это был единственный практический способ охватить отдалённые районы. Кроме того, западные правительства в целом меньше боялись интеллектуальной конкуренции со стороны Восточного блока.
Во франкистской Испании режим десятилетиями блокировал Radio España Independentiente, радиостанцию Коммунистической партии Испании, которая вещала из Москвы (1941—1955), Бухареста (1955—1977) и Восточного Берлина, которая позволяла гражданам Испании обойти цензуру местных СМИ. Вещание из Восточной Германии в Южную Африку также было заблокировано.
В Латинской Америке были случаи, когда глушились коммунистические радиостанции, такие как Radio Venceremos, предположительно ЦРУ. Великобритания глушила передачи некоторых египетских радиостанций во время Суэцкого кризиса, в конце 1950-х годов во время кипрского кризиса Афины и Лондон блокировали вещание друг друга на Кипр, во время родезийского кризиса 1965—1966 годов Родезия глушила передачи BBC, а в 1970-х годах режим «чёрных полковников» в Греции глушил греческие передачи Deutsche Welle. В первые годы волнений в Северной Ирландии британская армия регулярно блокировала радиопередачи как республиканских, так и лоялистских военизированных группировок.
Радиоглушение использовалось не только для борьбы с иностранным вещанием. Так, в конце 1940-х Советский Союз пытался глушить навигационные сигналы, используемые американскими самолётами во время воздушных перевозок в заблокированный Западный Берлин.

### После холодной войны (1989 —н.в.)

#### Китай
В 2002 году Китай приобрёл стандартное коротковолновое радиовещательное оборудование, предназначенное для общественного радиовещания и технической поддержки, у Thales Broadcast Multimedia, бывшей дочерней компании французской государственной компании Thales Group.
- Технология постановки помех Thales работает только на уровнях мощности ниже 500 кВт.
- Адель Милна (BSEE) из Continental Electronics (в аудиофайле, хранящемся на сайте shortwave.org) утверждает, что Китай продублировал коротковолновые передатчики её компании мощностью 100 и 250 кВт[24]. Неясно, действительно ли эти продукты были дублированы, или причиной дублирования было глушение трансляции (в отличие от будущих продаж продуктов).

#### Иран
В Иране разгорелись дебаты относительно возможной опасности спутниковых помех для здоровья. Официальные лица, включая министра здравоохранения, заявили, что глушение не представляет опасности для здоровья людей. Однако министр связи недавно признал, что глушение спутников имеет «серьёзные последствия» и призвал выявить станции глушения, чтобы положить конец этой практике. Правительство в целом отрицает свою причастность к глушению и утверждает, что его источники неизвестны. По некоторым данным, за глушением спутникового вещания в Иране стоит КСИР.

#### Другие страны
- С начала 1960-х годов практика радиоглушения была очень распространена на Кубе, блокируя не только радиостанции, финансируемые американским правительством (такие как «Голос Америки»), но также радиолюбителей[29] и станции кубинских иммигрантов, вещающие из Майами, таким как La Cubanisima, Radio Mambi, WWFE La Poderosa и Cadena Azul. Та же практика была применена к Radio y Televisión Martí, которой с 1985 года управляет Информационное агентство США.
- Северная и Южная Корея по-прежнему регулярно глушат некоторые радиостанции (а иногда и телеканалы) друг друга.
- Некоторые страны Ближнего Востока (особенно Иран) глушат коротковолновые передачи (и даже иногда пытаются заглушить сигналы спутникового телевидения[30][31]), направленные на их страны.
- Пакистан рассматривает возможность глушения во всех тюрьмах страны радиостанций Талибана. Это решение вызвало протест со стороны пакистанских операторов сотовой связи, которые заявляют, что большинство тюрем расположены в городских районах, что в результате повлияет на качество сотовой связи всех операторов в прилегающих к тюрьмам районах[32].
- Эфиопия заглушила передачи DW[33] и VOA[34][35], а также эфиопское спутниковое телевидение ESAT[англ.][36] и эритрейские радиостанции.
- Вьетнам глушит вьетнамскую службу Радио Свободная Азия[37], радио Đáp Lời Song Núi[38], некоторые программы христианской радиосети FEBC[англ.][39], в основном на языках вьетнамских меньшинств, а также Радио Швеции[40] с помощью глушилки-«сирены» и «пузырькового» глушителя на FM-частотах.
- В Нигерии Нигерийская комиссия по телерадиовещанию заявила о глушении сигнала Радио Биафра[41].
- В ЮАР использование глушителей беспроводного сигнала запрещено, но в некоторых случаях органы государственной безопасности могут использовать глушители сигналов[42].
- В Сингапуре заглушена индонезийская исламская радиостанция Hang FM на частоте 106,0 МГц[43][44], которую власти Сингапура обвиняют в распространении экстремистской и террористической пропаганды.

## В фантастике
Глушение связи — распространённый элемент сюжета во франшизе «Звездные войны». В «Звездных войнах: Эпизод VI: Возвращение джедая», когда флот повстанцев приближается к силам Галактической Империи, полагая, что они начинают внезапную атаку, генерал Лэндо Калриссиан понимает, что Империя глушит их сигналы, и поэтому знает, что они приближаются.
В фильме «Звездный путь 2» после получения сигнала бедствия с космической станции «Регула I» капитан Кирк пытается установить связь, но офицер связи «Энтерпрайза» лейтенант Ухура сообщает, что дальнейшие передачи «заглушены у источника».